# جوزيف بيرد
جوزيف بيرد (بالإنجليزية: Joseph Byrd)‏ هو كاتب أغاني وملحن أمريكي، ولد في 19 ديسمبر 1937 في لويفيل في الولايات المتحدة.

## وصلات خارجية
- جوزيف بيرد على موقع IMDb (الإنجليزية)
- جوزيف بيرد على موقع ميوزك برينز (الإنجليزية)
- جوزيف بيرد على موقع أول ميوزيك (الإنجليزية)
- جوزيف بيرد على موقع ديسكوغز (الإنجليزية)